# 龙门街道 (平原县)
龙门街道，是中华人民共和国山東省德州市平原县下辖的一个乡镇级行政单位。

## 行政区划
龙门街道下辖以下地区：
金河源社区、聚富社区、光明社区、新华社区、新城社区、新湖社区、兴工社区、北苑社区、许铺社区村、郭刘社区村、友谊社区村、军屯社区村和鑫河社区村。